# 刺疙瘩
刺疙瘩（学名：Olgaea tangutica）是菊科蝟菊属的植物，是中国的特有植物。分布在中国大陆的陕西、内蒙古、甘肃、河北等地，生长于海拔1,200米至2,000米的地区，多生长在山坡、草坡、山谷灌丛、河滩地、荒地或农田中，目前尚未由人工引种栽培。

## 别名
青海鳍蓟（中国高等植物图鉴）